# Valeria Vidali
Valeria Vidali (Roma, 30 maggio 1974) è una doppiatrice e direttrice del doppiaggio italiana.

## Biografia
Figlia del direttore di doppiaggio Paolo Vidali, Valeria si è diplomata nel 1994 al liceo classico. È sposata con il collega doppiatore Alessandro Budroni e ha una figlia.
Dal 1994 al 1996, ha frequentato la scuola per attori Studio 23. È anche pittrice e cantante. Ha cantato la sigla dell'anime Yucie.

## Doppiaggio

### Film
- Mindy Kaling in Facciamola finita, Licenza di matrimonio
- Jennifer Lawrence in Like Crazy
- Sonja Bennett in Lezioni d'amore
- Delphine Nguyen in StreetDance 2
- Debra Jo Rupp in Garfield - Il film
- Paula J. Newman in La maledizione della prima luna
- Fuschia Kate Sumner in Saving Mr. Banks
- Paulina García ne Il presidente
- Monica Dolan in Cyrano
- Zeynep Kankonde in Memories
- Cara Jade Myers in Killers of the Flower Moon
- Zenobia Shroff in The Marvels
- Lee Sang-hee in My Name Is Loh Kiwan
- Lorena Vega in Sorelle (s)fortunate
- Charmie Miranda in Sosyal Climbers

### Film d'animazione
- Stormy in Winx Club 3D - Magica avventura, Winx Club - Il mistero degli abissi
- Sora Takenouchi in Digimon - Il film
- Barbie in Il diario di Barbie
- Eri in Inuyasha - The Movie 2: Il Castello al di là dello specchio, Inuyasha - The Movie 3: La spada del dominatore del mondo
- Asagi in Inuyasha the Movie - L'isola del fuoco scarlatto
- Li Meiling in Card Captor Sakura - The Movie
- Gemma in I Magicanti e i tre elementi
- Abigail in Big Hero 6
- Videl in Dragon Ball Z - La battaglia degli dei, Dragon Ball Z - La resurrezione di 'F'
- Toki in Principessa Mononoke (edizione Lucky Red)

### Serie televisive
- Miriam Giovanelli in Fisica o chimica
- Lizzy Caplan in Smallville
- Natacha Roi in E.R. - Medici in prima linea
- Annalise Woods in The Sleepover Club
- Jessica Sara in Tutto in famiglia
- Naya Rivera in Glee, Devious Maids - Panni sporchi a Beverly Hills
- Haley Webb in Teen Wolf
- Jaime Murray in C'era una volta
- Raquel Ventosa in Valeria
- Lee Jung-eun in Se un albero cade in una foresta

### Serie animate
- Runrun in Guru Guru - Il girotondo della magia, Guru Guru - Il batticuore della magia
- Sayoko Shinozaki in Code Geass: Lelouch of the Rebellion
- Liena in Battle B-Daman
- Urrutia Milkovich e Katja in Fairy Tail
- Josie in I fratelli Koala
- Stormy in Winx Club
- Sora Takenouchi in Digimon Adventure, Digimon Adventure 02
- Suzie Wong in Digimon Tamers
- Dark Pretty Cure in HeartCatch Pretty Cure!
- BauMiao in UFO Baby
- Mutsumi Otohime in Love Hina
- Aya Mikage in Ayashi no Ceres
- Yucie in Yucie
- Tomomi Isomura in Full Metal Panic!
- Katy in Il postino Pat
- Conduttrice TG in I pinguini di Madagascar
- Mimete in Pretty Guardian Sailor Moon Crystal Season III
- Hitch Dreyse in L'attacco dei giganti
- Odie in Class of the Titans
- Tooru Mitsuki in Tokyo Ghoul
- Cinque ne I Numerotti

## Videogiochi
- Martha is Dead (2022) - Voci secondarie

## Pubblicità
- Voce fuori campo nella pubblicità di Tognana